# Coregonus alpinus
Coregonus alpinus is een straalvinnige vissensoort uit de familie van de zalmen (Salmonidae).De wetenschappelijke naam van de soort is voor het eerst geldig gepubliceerd in 1885 door de Zwitserse zoöloog Victor Fatio. Deze soort houting is een endemische vissoort in Zwitserland en de vis heet daar der Kropfer.

## Kenmerken
De vis wordt hoogstens 25 cm lang. Hij heeft minder kieuwboogaanhangsels dan Coregonus albellus, 13 tot 28, gemiddeld 20.

## Verspreiding en leefgebied
Deze houting komt alleen voor in het Meer van Thun (Zwitserland). De vis paait in de periode augustus tot december op grote diepte (50 tot 150 m) met sterke stroming van inkomend water uit de bergen.De vis foerageert op ongewervelde dieren die op de bodem leven zoals de larven van dansmuggen.

## Status
Er zijn geen factoren bekend die schadelijk zijn voor het voortbestaan van deze houtingsoort. Om deze reden staat Coregonus alpinus als niet bedreigd op de Rode Lijst van de IUCN.